# Нунтита, Белл
Белл Нунтита (имя при рождении Нунтита Хампиранон (тайск. นันทิตา ฆัมภิรานนท์), также известна как Арт и Белл, род. 20 декабря 1983) — тайская трансгендерная актриса, певица
 и радио-диджей. В 2007 году участвовала в ТВ-шоу «Venus Flytrap Search for the Missing Puzzle». Нунтита выиграла шоу и стала членом катой-группы «Venus Flytrap». После этого она участвовала в шоу «Thailand’s Got Talent». Запись её прослушивания на шоу стала хитом, зрителей привлекла смена тембра её голоса с женского на мужской.

## Биография

### Личная жизнь
Хотя положение транссексуалов в Таиланде гораздо лучше, чем в большинстве стран, жизнь Белл вследствие её особенностей была нелёгкой. В телевизионном интервью она сказала, что ей было очень сложно объяснить её гендерную идентичность родным. Поскольку при рождении она была сыном военного офицера, ей пришлось очень тяжело. Впрочем, со временем семья Белл приняла её такой, какая она есть.
У Белл абсолютный слух.

### Thailand’s Got Talent
Белл принимала участие в прослушивании на шоу «Thailand’s Got Talent». Во время этого ей пришла идея поразить слушателей, сменив в процессе пения тон голоса с контральто на баритон. В апрельском эпизоде шоу стало известно, что Нунтита стала одной из 48 участников, прошедших в полуфинал. После попадания видеозаписи прослушивания Нунтиты на «Ютуб» и подобные ему сайты, это видео стало вирусным.
Участвовала во множестве тайских толк-шоу, а также многих ТВ-шоу.

## Дискография
| Год  | Название песни                                  | Label                      |
| 2012 | Belle Nuntita (тайск. เบลล์ นันทิตา ชุด เบลล์ นันทิตา) | Sony BMG Thailand & iTunes |

| Year | Song Title                                                   | Label             |
| 2012 | Karaoke DVD: Bell Nuntita (тайск. คาราโอเกะ DVD: เบลล์ นันทิตา) | Sony BMG Thailand |

| Год  | Название песни                                    | Label             |
| 2011 | Siang Tee Bplian (тайск. เสียงที่เปลี่ยน; Шаблон:RTGS) | Sony BMG Thailand |
| 2012 | Paradise                                          | Sony BMG Thailand |
| 2012 | Rak Khon Ror (тайск. รักคนรอ; Шаблон:RTGS)         | Sony BMG Thailand |

| Год  | Название песни                                                                  | Label             |
| 2011 | It Gets Better OST : Mai Dai Kor Hai Maa Rak (тайск. ไม่ได้ขอให้มารัก; Шаблон:RTGS) | Sony BMG Thailand |